# Musique sérielle
La musique sérielle ou le sérialisme est une technique de composition fondée sur l'utilisation de séries d'éléments musicaux. Initié en 1923 par Arnold Schönberg avec le dodécaphonisme, le sérialisme permet de composer des œuvres atonales.
Ce concept englobe les musiques dont le principe de construction se fonde sur une succession rigoureusement préétablie et invariable de sons appelée série.
Les rapports d'intervalle propres à la série restant stables.
Le sérialisme est devenu un mouvement musical du XXe siècle initié par la seconde école de Vienne avec Schönberg, Alban Berg et Anton Webern : ils ont érigé en système une certaine évolution du langage musical déjà perceptible chez Gustav Mahler et d'autres précurseurs qui poussèrent les schémas de la tonalité jusqu'à créer une absence de repères tellement les modulations étaient nombreuses.

## Genèse
En réaction aux « diktats » de la tonalité, le mouvement de la musique sérielle a conçu une nouvelle théorie compositionnelle, susceptible de supplanter l'harmonie tonale qui prévalait depuis le XVIIIe siècle. Le dodécaphonisme consiste à utiliser les 12 sons chromatiques, le plus souvent selon un principe d'énumération et sans répétition. La musique sérielle est une extension du dodécaphonisme. Elle n'apparaît réellement qu'avec la Valse de l'opus 23 de Schönberg.

## Technique

Kinderstück d'Anton Webern avec mise en évidence de la série, utilisée dans sa forme droite.

Il s'agit ici de n'utiliser qu'une seule et unique suite de 12 sons (appelée série) :
- dans sa forme originelle (Grundgestalt)  appelée aussi forme droite ;
- en récurrence (la série est prise par la fin) appelée aussi forme rétrograde ;
- en renversement (tous les intervalles sont imités en mouvement contraire, c’est-à-dire qu'un intervalle descendant devient ascendant et vice-versa) appelée aussi forme miroir ;
- en récurrence du renversement appelée aussi forme miroir du rétrograde.

L'intérêt compositionnel du procédé provient du fait que les intervalles (ou plutôt les parités intervalliques) sont récurrents et proposent à l'audition une couleur harmonico-mélodique spécifique délivrée de toute polarité tonale : les mélodies ne sont plus soumises aux lois harmoniques d'attirance vers une note ou un accord.

## Sérialisme intégral ou multi-sérialisme
Le dodécaphonisme utilise des séries pour régir les hauteurs. Le sérialisme généralise les séries à d'autres paramètres du son (rythmes, durées, timbres, etc.). Ceci conduit, au milieu du XXe siècle, à un sérialisme intégral ou multi-sérialisme où tous les paramètres sont structurés par des séries (Karlheinz Stockhausen, Jean Barraqué, Pierre Boulez, Luigi Nono, Milton Babbitt, Józef Koffler…).
Les Three Compositions for Piano de Milton Babbitt (1947) furent les toutes premières œuvres à appliquer les procédures sérielles aux hauteurs, durées, nuances, timbres et registres ,.
Mais une critique sérieuse s'engage contre ce sérialisme intégral qui débouche dans les années 1980 sur de nouvelles théories musicales (« courbure du temps »  de François Leclère, musique spectrale de  Gérard Grisey).

## Contestation du dogmatisme sériel
Dans l’article « La crise de la musique sérielle », paru dans la revue Gravesaner Blätter en 1955, Iannis Xenakis dénonce l’inutile complexité du sérialisme, car cette complexité est inaudible. Selon lui, la polyphonie sérielle a atteint un tel degré de complexité qu’il est impossible « d’entendre les séries » (hauteur, durée, timbre, intensité) : il est impossible d’entendre une série car elle se fait sur un nombre d’instruments important (une série est inaudible : c’est comme l’isorythmie du Moyen Âge...).